# Reuland (Belgique)
Pour l’article homonyme, voir Reuland (Luxembourg).
Reuland est une section de la commune belge de Burg-Reuland située en Communauté germanophone de Belgique et en Région wallonne dans la province de Liège.
C'était une commune à part entière avant la fusion des communes de 1977.

## Évolution démographique
- Sources : INS, Rem. : 1930 jusqu'en 1970 = recensements, 1976 = nombre d'habitants au 31 décembre.

## Curiosités

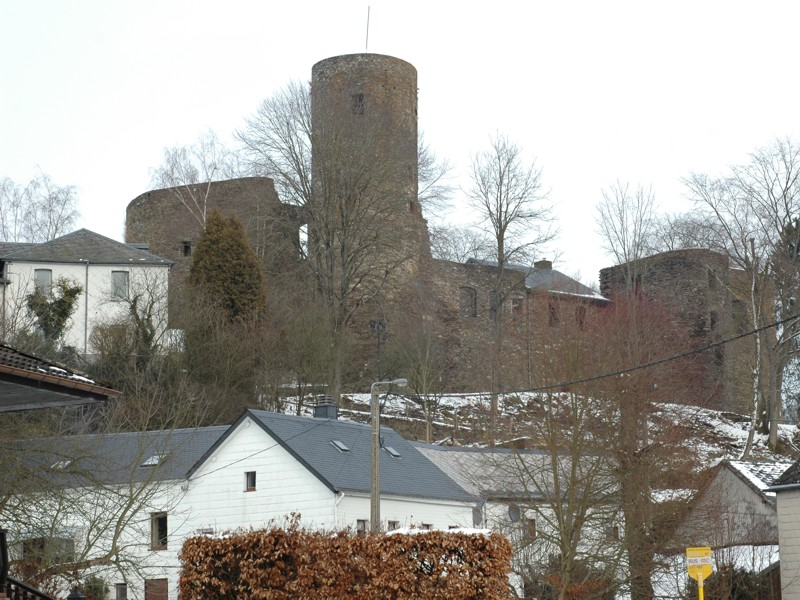
Les ruines du château fort

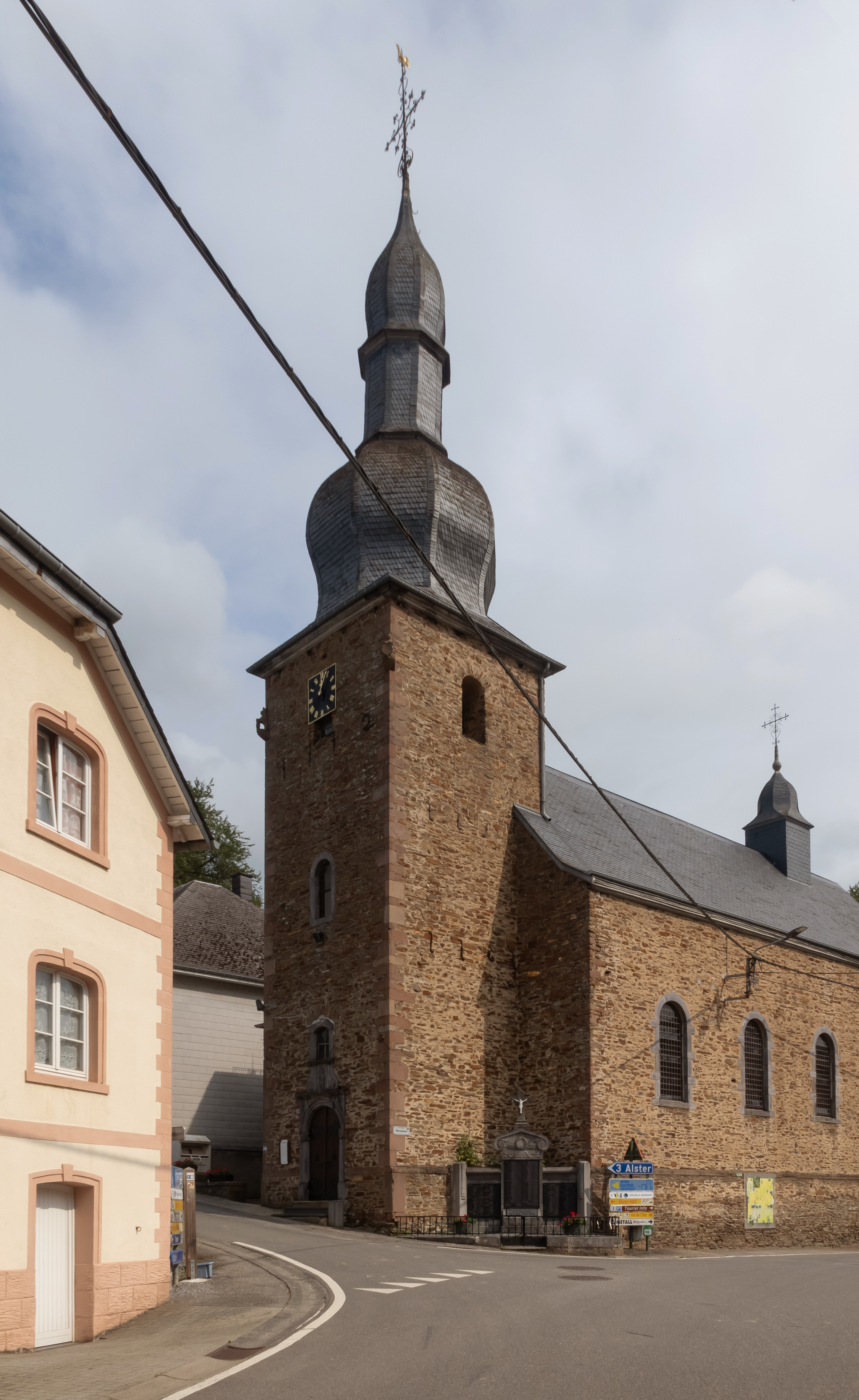
L'église: la Sankt Stephanuskirche

- Les ruines du château fort